# Abbaye Saint-Vincent du Mans
Pour les articles homonymes, voir Abbaye Saint-Vincent.
L'abbaye royale Saint-Vincent est une ancienne abbaye bénédictine française située au Mans dans la Sarthe. Ce qu'il en reste aujourd'hui est occupé par le lycée Bellevue. Il s'agit une abbaye médiévale construite en 572, formant ce qui allait être plus tard le faubourg Saint-Vincent. L'édifice est aujourd'hui situé dans le quartier des Maillets. Le logis de l'abbé ainsi qu'une partie des bâtiments mauristes sont classés au titre des monuments historiques tandis que l'aile Lassus et les parties non classées des bâtiments mauristes sont inscrites au titre des monuments historiques.

## Historique

### À l'origine
L'évêque Domnole entre en fonction dans la ville en 559. Il est l'ancien abbé de Saint-Laurent de Paris et il est le protégé de Clotaire Ier, fils de Clovis. De plus, il vit sous l'influence de saint Germain, grand évêque de Paris, possédant ses intérêts au Mans. Domnole est un grand bâtisseur pour la ville, il fonde successivement Saint-Martin, Saint-Julien et Saint-Pavin avant de réaliser la première dédicace de Saint-Vincent en 572, encouragé par l'archevêque de Paris. 
L'abbaye est installée sur le domaine de Tresson. À l'époque, cette partie n'est qu'un ensemble de champs et de pâturages situé hors les murs, à 300 mètres à l'est de la cité. Ce domaine est cédé par saint Germain, ainsi que les cours d'eau et les esclaves. Sont également cédés à l'abbaye les domaines de Fresnaye, riches en vignes. Il semble qu'un autre domaine, certainement situé non loin du gué de Maulny, au point de confluence entre Huisne et Sarthe, ait été donné au monastère. 
L'évêque Bertrand attribuera 20 sous à l'abbaye dans son testament, en la plaçant au second de ses legs après Saint-Victeur. On ne peut définir avec certitude la date d'instauration de la règle bénédictine au sein de l'abbaye. Cependant, on sait qu'un grand élan bénédictin anima Le Mans dès le début du VIIe siècle. Pour preuve, on alla chercher en Italie, les reliques de saint Benoît et de sainte Scholastique, cette dernière devenant la sainte de la ville. Au VIIIe siècle, les monastères manceaux sont au plus bas. À la mort de l'évêque Gauziolène, plus aucun monastère n'est debout contrairement aux trente-six de son arrivée.

### La seconde fondation
Puis vient la restauration carolingienne. Aldric est considéré comme le second fondateur de l'abbaye Saint-Vincent. La reconstruction n'est d'abord que provisoire, et c'est tant mieux, vu les ravages effectués par les Bretons et les Normands. Les reliques de saint Domnole, présentes dans l'abbaye, sont emmenées à Chaumes-en-Brie. 
Aucune information ne circule sur l'éventualité d'une activité à l'abbaye au Xe siècle. C'est l'époque du renouveau dans la ville, à commencer par la Couture, symbole de l'ordre dans la ville. Si la rénovation de cette dernière abbaye se fait par le comte du Maine et l'abbé de Saint-Julien de Tours, il n'en est pas de même pour Saint-Vincent. De cette époque datera la grande rivalité entre la Couture et Saint-Vincent, les deux plus grandes et plus influentes abbayes de la ville. 
À Saint-Vincent, les comtes de Bellême, qui contrôlent déjà le siège épiscopal, rétablissent l'ordre. Sigefroi, ennemi juré des comtes du Maine, fait bâtir la basilique qui deviendra le prototype même des églises romanes du Maine. Avec une longueur de 70 mètres et une largeur de 17,50 mètres, elle était composée de trois nefs; c'est alors le plus majestueux édifice de la ville. Gervais, neveu de Sigefroi, restaure le temporel et fait nommer Avesgaud, son neveu, abbé. C'est le retour de la règle bénédictine la plus stricte : silence, obéissance et humilité. Les copistes travaillent beaucoup, on retrouvera d'ailleurs un manuscrit de très grande valeur : « Le Diadème des moines » (Diadema Monachorum) de Smaragde de Saint-Mihiel. Ce livre fut particulièrement apprécié par les partisans des Bellêmois, que ce soit au Mans ou à Saint-Calais. Le début du XIIe siècle devient une période florissante.

### Puissance de l'abbaye
Entre 1130 et 1230, l'abbaye connait une période de grande croissance. La possession de terres se multiplie avec des vignes, des prés, des bois… À son apogée, elle possède 7 000 hectares de domaines, et ce jusqu'aux confins du royaume d'Angleterre. À cela, il faut ajouter cinquante prieurés sous ordre direct et une soixantaine d'églises dans tout l'Ouest de la France. En Angleterre, l'abbaye en possède sept.

### Période contemporaine
En 1789, l’abbaye ne compte plus que 16 moines qui doivent la quitter. En 1791, les moines étant partis, l’abbaye devient bien national. Les projets de réaménagement avortent et l’abbaye devient caserne.
À cette époque subsistait, côté Est, une église abbatiale, première église romane du Maine, puis transformée à l'époque gothique. En 1806, l’administration militaire, estimant que cette église gênait les manœuvres des soldats, décida de la faire démolir, ainsi que le cloître qui s’étendait entre cette église et les bâtiments des XVIIe et XVIIIe siècles.
En 1816, l’abbaye est affectée au séminaire diocésain. En 1906, à la suite de la séparation de l'Église et de l'État, elle revient à l'État. Elle est alors transformée en asile de vieillards et abrite en même temps les archives départementales de 1911 à 1937.
L'imposante chapelle du séminaire, située à côté de l'entrée à l'angle des rues de l'Abbaye Saint-Vincent, de la rue Lionel-Royer et de la rue Germain-Pilon, est détruite en 1924. Seules des cartes postales anciennes témoignent de sa présence.
En 1954, l’abbaye devient internat de jeunes filles et les étages sont aménagés en dortoirs.
Dans les années 1990, à l’initiative de la Région, responsable des lycées, l’ancienne abbaye a subi une restructuration complète qui a permis d’ouvrir 17 salles supplémentaires du lycée Bellevue. La partie Est contient les cuisines, deux salles à manger et un internat complètement modernisé, la partie Ouest est réservée à l’enseignement.

Vues des bâtiments
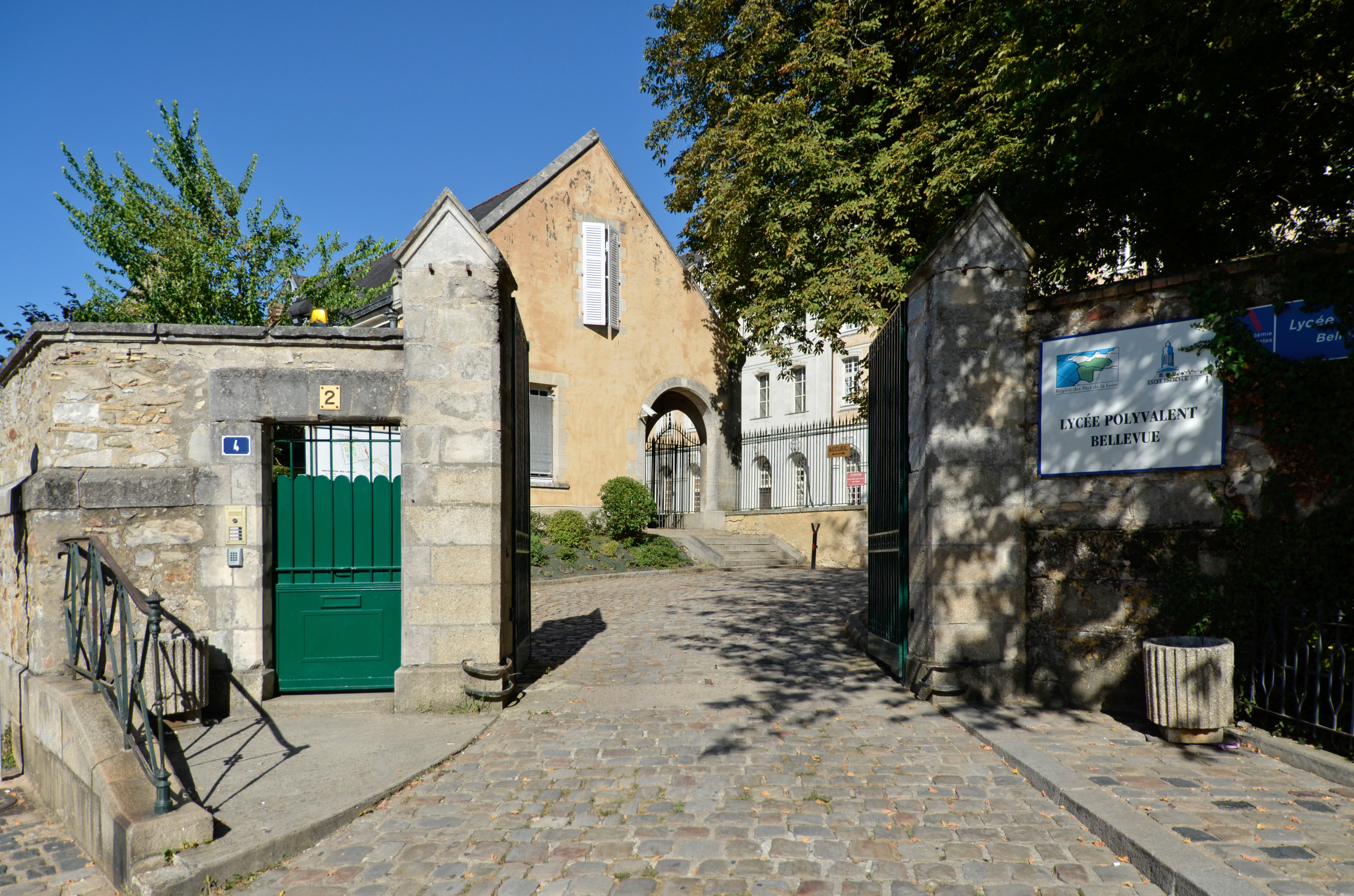
Entrée au 2 rue de l'Abbaye Saint-Vincent.
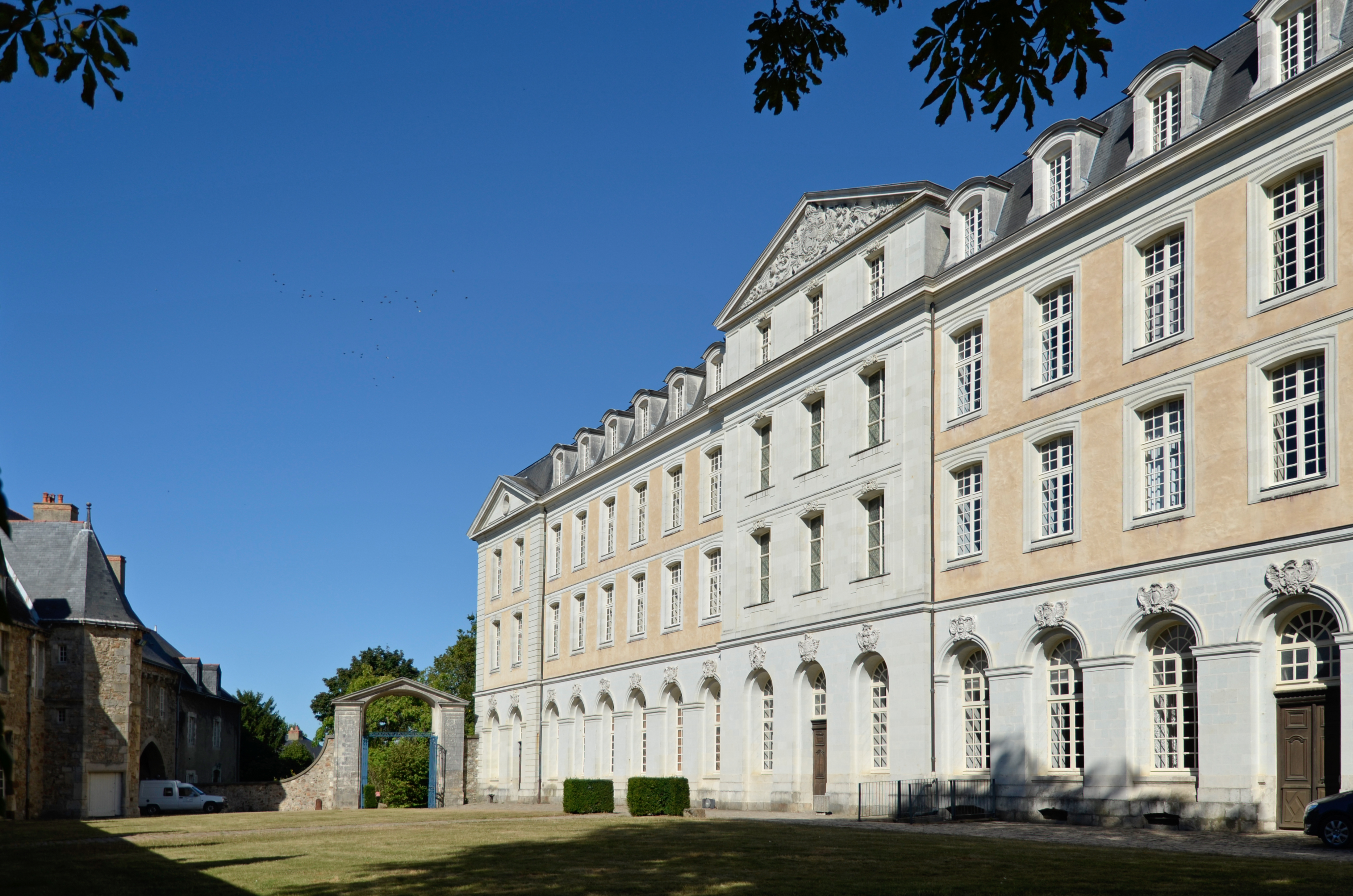
Aile de l'hôtellerie, façade ouest.
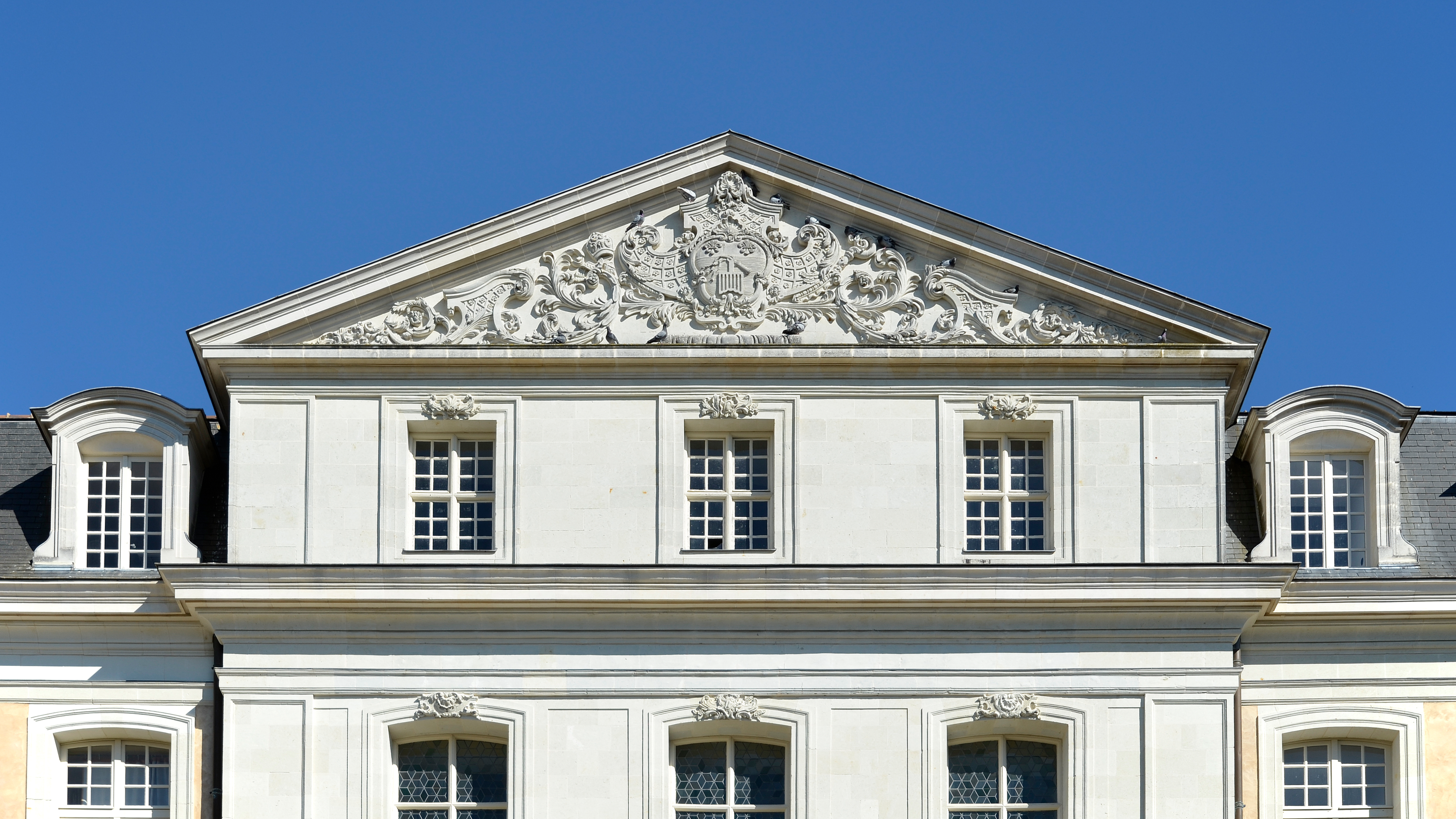
Fronton de l'aile ouest.
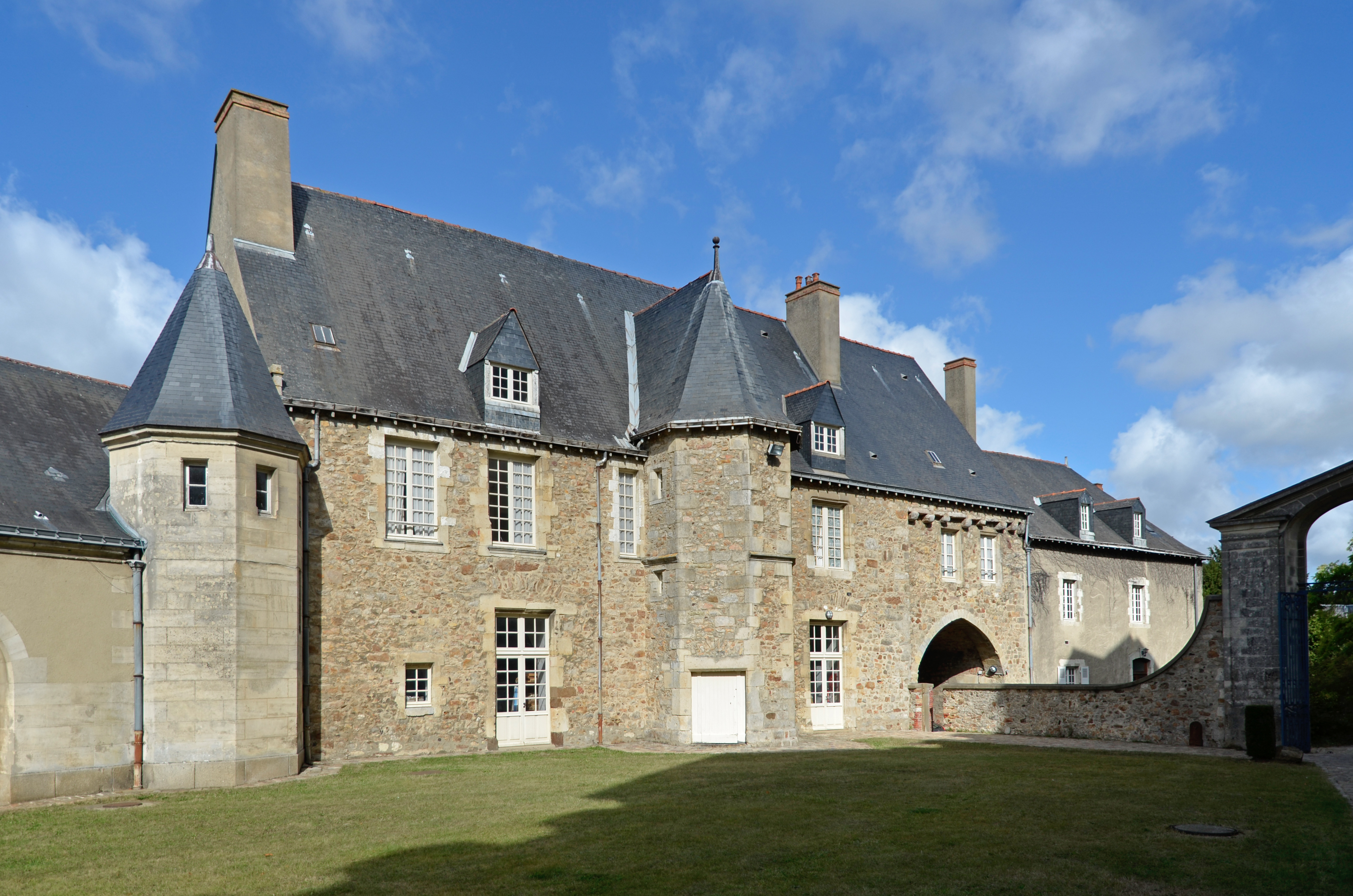
Logis dit de l'abbé (fin XVe - début XVIe siècle).
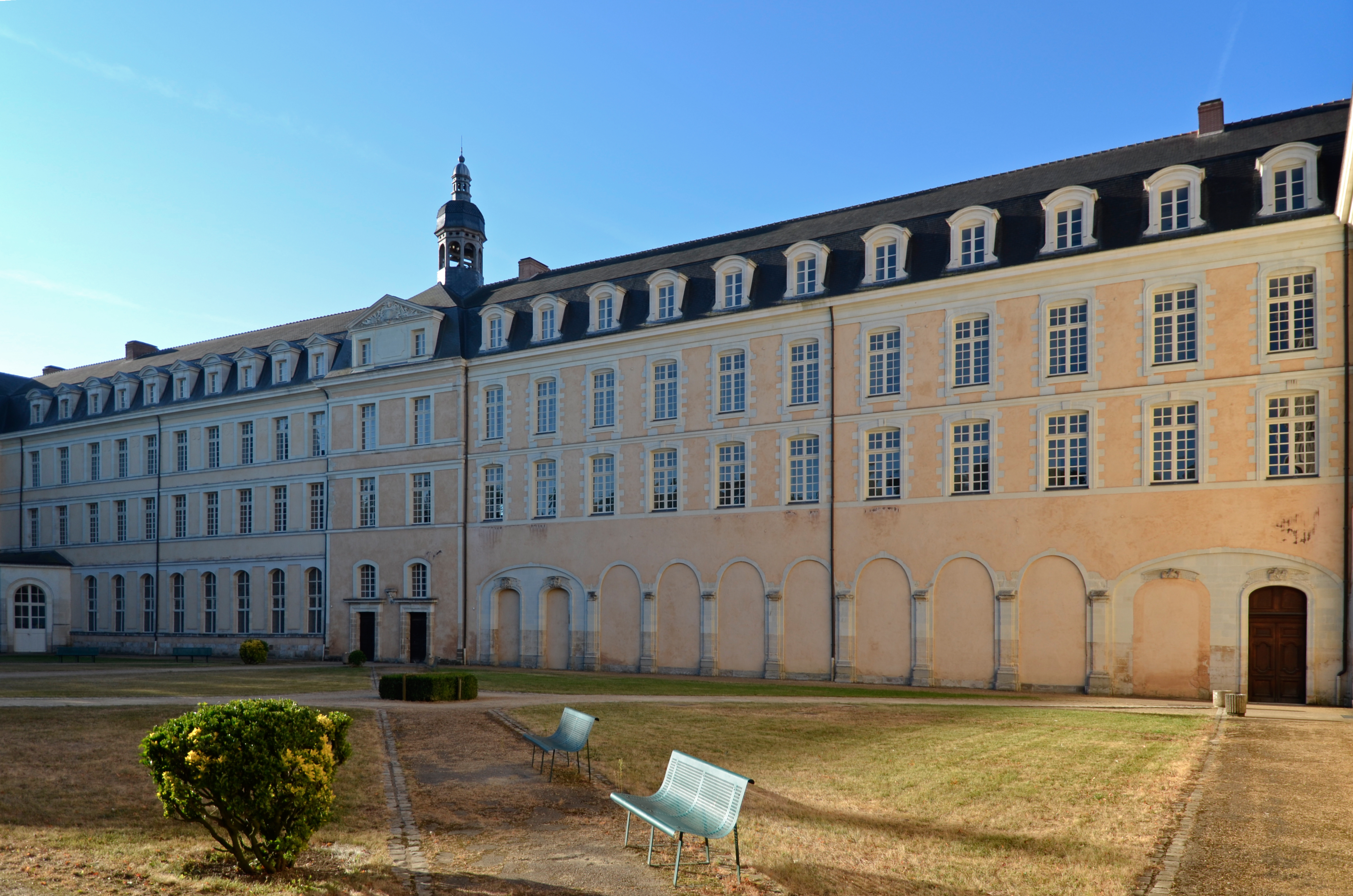
Façade nord.
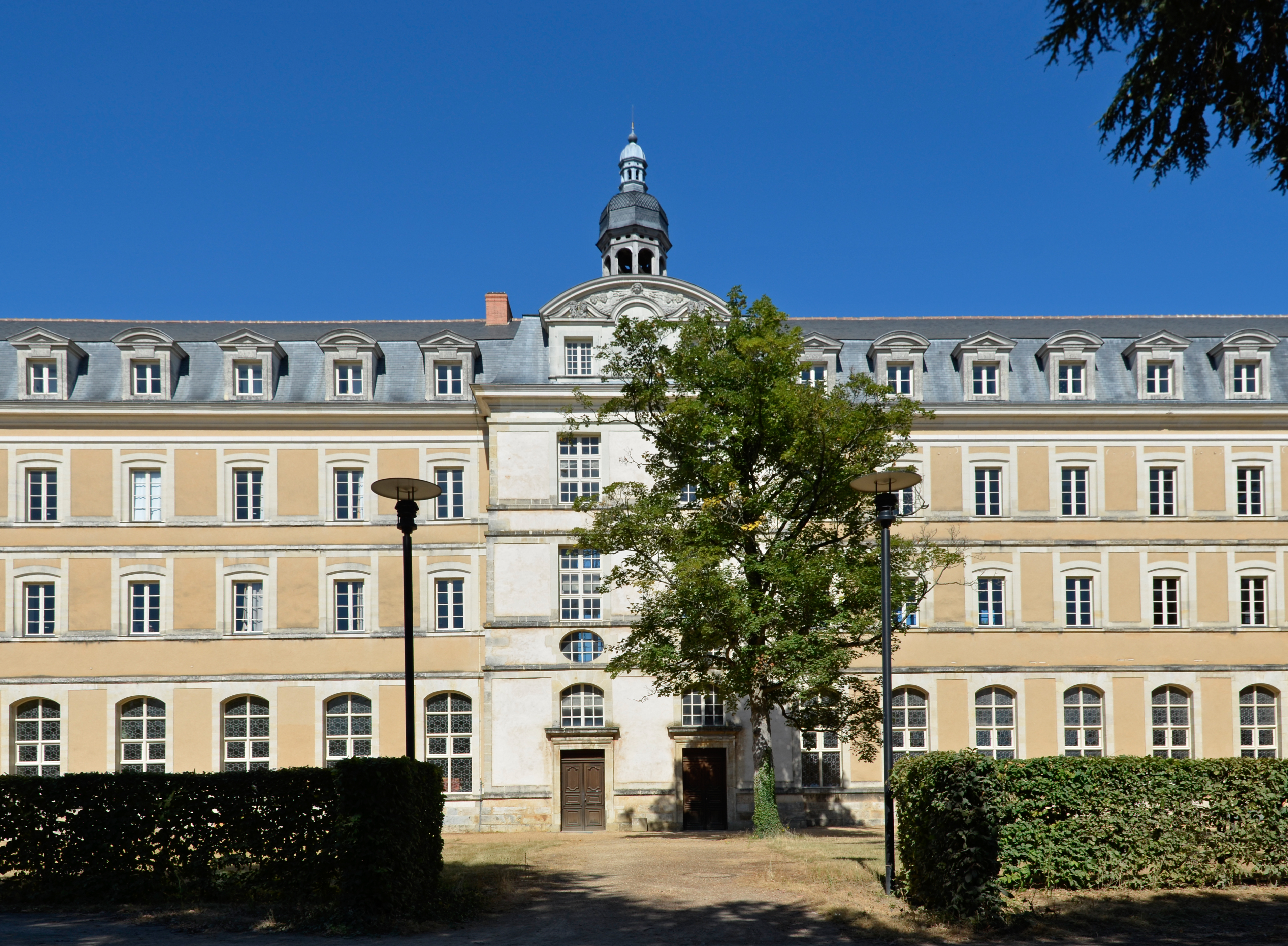
Façade sud.
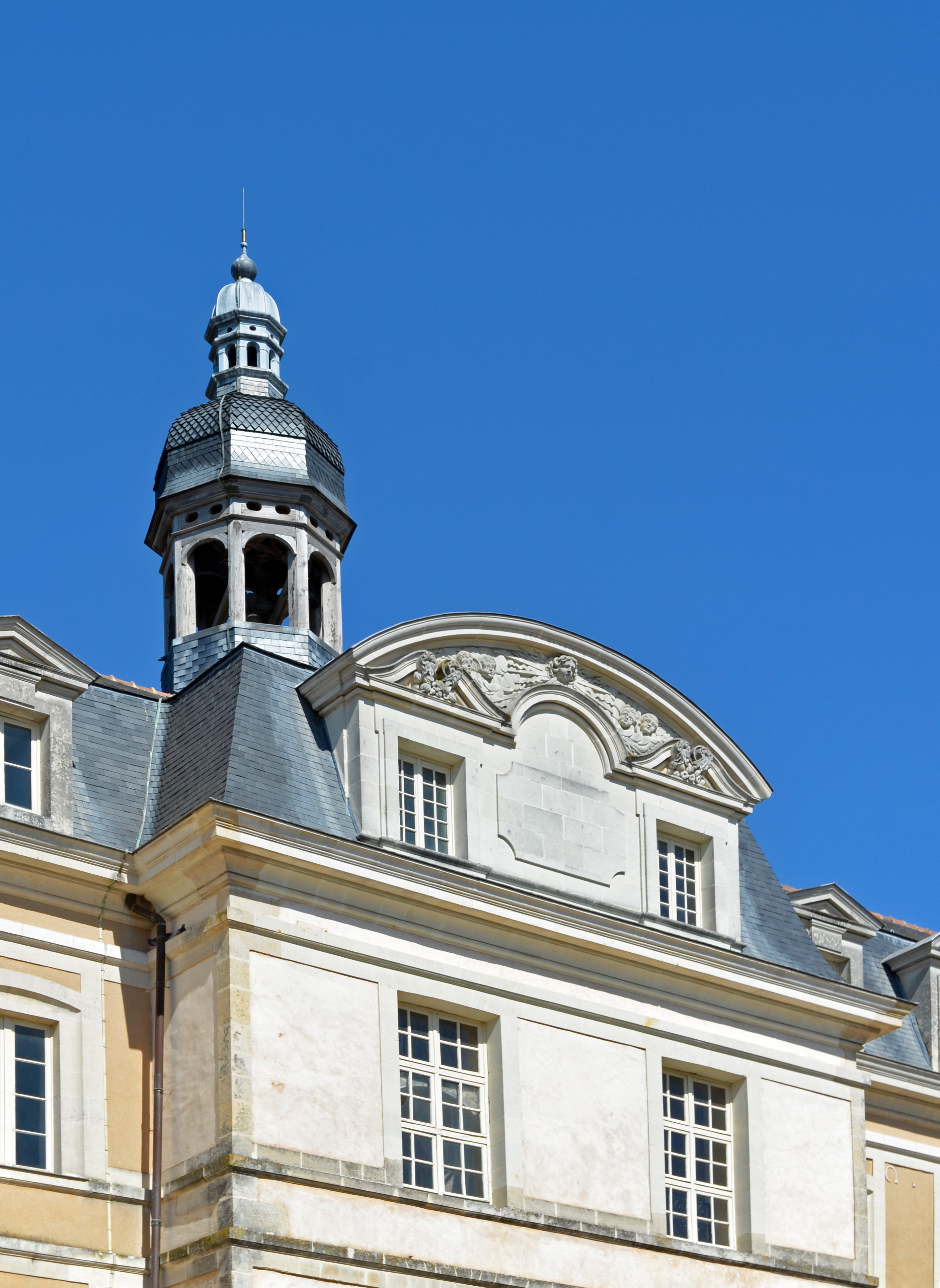
Campanile et fronton de la façade sud.
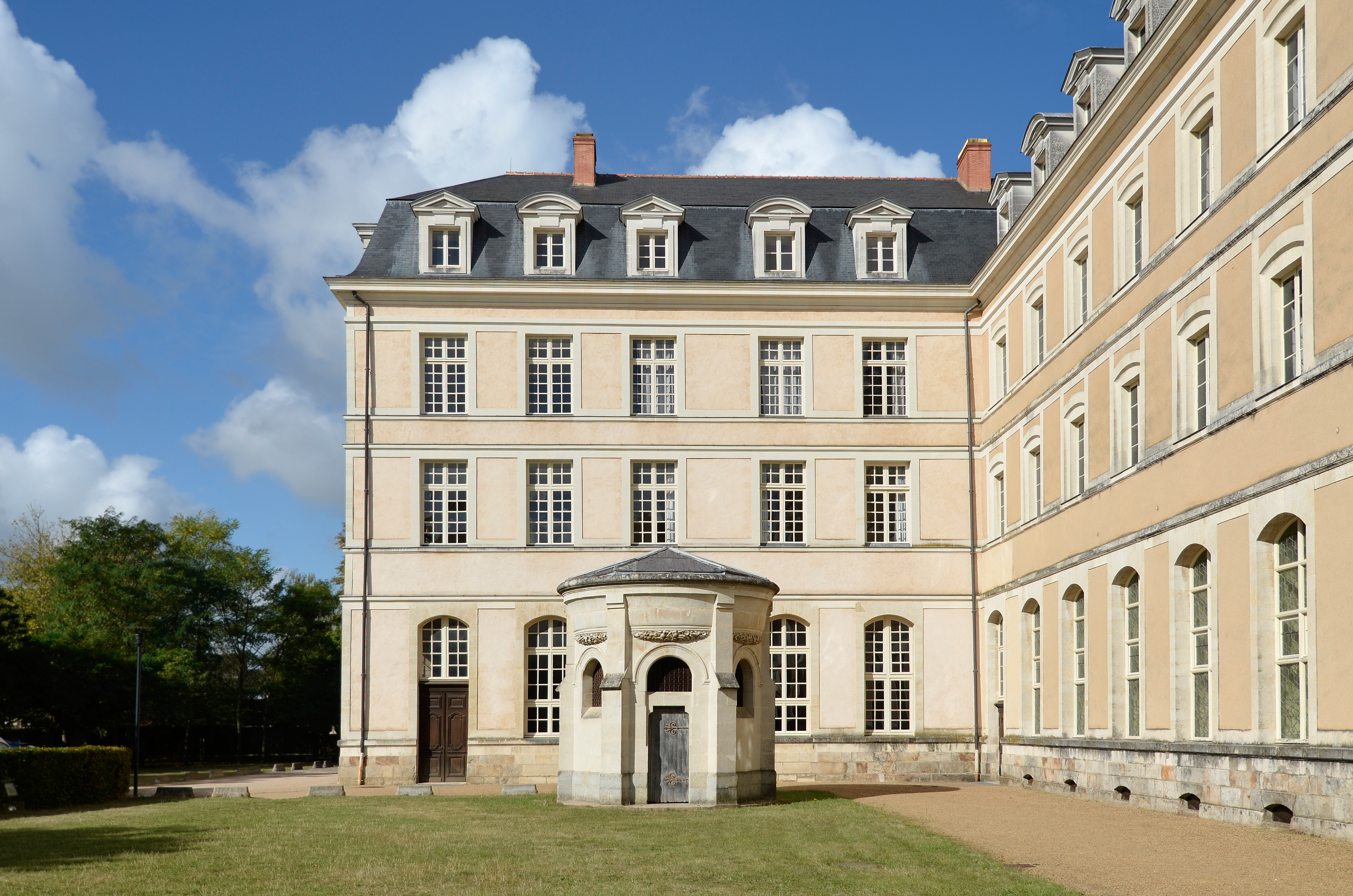
Pigeonnier décoratif.

## Abbés
- XIe siècle : Avesgaud, neveu de Gervais de Château-du-Loir, qui impose le retour à l'observance de la règle bénédictine.
- 1466 : Philippe de Luxembourg (1445-1519), légat du pape, il fait entrer l'abbaye dans la Congrégation de Chezal-Benoît.
- 1502-1508 : dom Yves Morrisson.
- 1514-1517 : dom Yves Morrisson [3].
- 1636-1639 : dom Ignace Philibert.
- 1639-1642 : dom Bède de Fiesque.
- 1645-1648 : dom Ignace Philibert.
- 1651-1654 : dom Jean Baptiste Godèfroy.
- 1657-1660 : dom Placide Chassinat. Entre 1685 et 1690, les travaux concernèrent la moitié sud-est du bâtiment central et son retour en équerre.
- 1663-1666 : dom Anselme des Rousseaux.
- 1666-1669 : dom François Ohévrier.
- 1669-1672 : dom Placide Chassinat.
- 1675-1678 : dom Joachim Le Comtat.
- 1681-1684 : dom Placide Chassinat .
- 1687-1690 : dom Louis Trochon. Entre 1685 et 1690, les travaux concernèrent la moitié sud-est du bâtiment central et son retour en équerre.
- 1693-1696 : dom Maur Audren.
- 1699-1702 : dom Henri Fermelis.
- 1705-1708 : dom Maur Audren.
- 1711-1714 : dom Charles d’Isard.
- 1714-1717 : dom François Redon.
- 1717-1720 : dom Maur Audren.
- 1720-1723 : dom Jean Baptiste Guyon.
- 1723-1726 : dom François Le Texier.
- 1729-1733 : dom Jean François Murault.
- 1733-1736 : dom Jacques Nicolas Maumousseau.
- 1739-1742 : dom Jean Delaunay.
- 1742-1745 : dom Jean Nicolas Chrestien.
- 1745-1748 : dom Hyacinthe Briancourt.
- 1751-1754 : dom Pierre Martin.
- 1754-1757 : dom Philippe Lebel.
- 1757-1760 : dom René Anne Even.
- 1760-1763 : dom René Jean Rouaud, pourvu par le Chapitre de Saint-Melaine, prieur du prieuré Notre-Dame de Vitré de 1725 à 1769, date à laquelle il résigna, ayant été nommé abbé de Saint-Vincent du Mans.
- 1766-1769 : dom Ambroise Augustin Chevreux.
- 1770-1772 : dom Edmond Jean Baptiste Peret.
- 1772-1778 : dom Pierre Philippe Bourdon.
- 1778-1781 : dom Pierre Jehors.
- 1781-1783 : dom Jean Baptiste Giron.
- 1788-1790 : dom Pierre Jehors.

## Personnalités et moines célèbres
- Louason (Loison), Jean Toussaint, Religieux bénédictin, cellérier de l’abbaye Saint Vincent du Mans. Né le 8 septembre 1748 à Rennes. Reçu franc-maçon au Grand Orient de France en 1783 par Moria au Mans : Grand Expert (au XVIIIe Frère Terrible, Rose-Croix ; Af. 1786 PA (1790)[4]